# 湯原俊二
湯原 俊二（ゆはら しゅんじ、1962年11月20日 - ）は、日本の政治家、立憲民主党所属の元衆議院議員（2期）。
鳥取県議会議員（4期）、米子市議会議員（1期）を歴任。

## 経歴
鳥取県米子市彦名町の専業農家に生まれる。
米子市立弓ヶ浜中学校、鳥取県立米子東高等学校卒業。
1986年早稲田大学卒業。衆議院議員の相澤英之の秘書になる。同事務所を退職。農業に従事しながら28歳で米子市議会議員に初当選。32歳で鳥取県議会議員に初当選、以後4期連続当選。
2007年、民主党鳥取県連代表代行。民主党鳥取県第2区総支部代表。
2009年の第45回衆議院議員総選挙に出馬、小選挙区では赤沢亮正に敗れ比例中国ブロックで復活し初当選。
2012年の第46回衆議院議員総選挙では再び赤沢に敗れ比例復活出来ず落選。2014年の第47回衆議院議員総選挙に出馬も赤沢に敗れ、比例復活出来ず落選。
2017年の第48回衆議院議員総選挙に鳥取2区から希望の党公認で出馬し、落選。比例復活もかなわなかった。その後、希望の党が分党した際は国民民主党に参加した。
2020年9月、旧・立憲民主党と国民民主党の一部が合流して結成された新「新・立憲民主党」から次期衆院選の公認内定を受けた。
2021年10月31日の第49回衆議院議員総選挙に立憲民主党公認で立候補。前回より赤沢との差を詰め、落選したものの比例復活した。枝野幸男代表の辞任に伴う代表選挙（11月30日実施）では小川淳也の推薦人に名を連ねた。
2024年10月27日の第50回衆議院議員総選挙では前回と比べて赤沢に大きく差を付けられ、比例復活できず落選。同年11月12日、立憲民主党鳥取県連の代表を辞任した。

## 人物像
大学卒業後、湯原は相澤英之（元衆議院議員）の事務所の門をたたいた。相沢の秘書時代、自民政治の構造を目の当たりにした湯原は「自民党の利益誘導の体質についていけなかった」として約2年で辞め、帰郷して実家で農業に従事した。28歳で米子市議選に初当選。相沢からは「時間がある限り、とにかく歩け」とアドバイスを受けた。

## 政策
- 選択的夫婦別姓制度導入にどちらかといえば賛成[11]。
- 2009年12月13日、在日コリアン弁護士協会監事で弁護士の李宇海を招き、永住外国人に地方参政権を付与する法案の早期立法化を目指したシンポジウムに駆け付け、来年の通常国会で地方参政権を付与する法案の提出に向けて準備を進めていると説明した[12]。
- 2011年7月、部落解放同盟鳥取県連合会の人物と共に人権侵害救済法案の早期制定を法務大臣の江田五月、総務大臣の片山善博、民主党人権侵害救済機関検討プロジェクトチーム事務局長の松野頼久に要望した[13]。

## 不祥事
2021年11月24日、第49回衆議院議員総選挙で湯原陣営の選挙対策本部長を務めた福間裕隆鳥取県議会議員が公職選挙法違反（法定外文書頒布）の疑いで書類送検された。10月28日に米子市内で開いた湯原の緊急集会に先立ち、支援者に公選法で定められたはがきやビラ以外の方法で、集会の日時や場所を記載した案内文書を送付したとしている。2022年2月10日、公選法違反の罪で福間が在宅起訴された。2023年3月16日、福間が鳥取地方裁判所米子支部から罰金30万円の判決を言い渡された。福間は判決を不服として控訴。同年10月6日、広島高等裁判所は一審判決を支持し、福間の控訴を棄却した。福間は高裁判決を不服として最高裁判所に上告したが、2024年3月8日に最高裁は上告を棄却したため、罰金30万円・公民権停止3年の判決が確定した。なお、法定外文書頒布は連座制の適用外のため湯原の当選自体は有効となる。

## 家族

### 湯原家
（鳥取県米子市彦名町）
- 妻、長男、次男

## 選挙歴
| 当落 | 選挙                     | 執行日         | 年齢 | 選挙区       | 政党       | 得票数    | 得票率 | 定数 | 得票順位 /候補者数 | 政党内比例順位 /政党当選者数 |
| ---- | ------------------------ | -------------- | ---- | ------------ | ---------- | --------- | ------ | ---- | ------------------ | ---------------------------- |
| 当   | 1991年米子市議会議員選挙 | 1991年4月21日  | 28   | ーー         | ーー       | ーー票    | ーー   |      | /                  | /                            |
| 当   | 1995年鳥取県議会議員選挙 | 1995年4月9日   | 32   | ーー         | ーー       | ーー票    | ーー   |      | /                  | /                            |
| 当   | 1999年鳥取県議会議員選挙 | 1999年4月11日  | 36   | 米子市選挙区 | 無所属     | 8825票    | 11.51% | 8    | 4/10               | /                            |
| 当   | 2003年鳥取県議会議員選挙 | 2003年4月13日  | 40   | 米子市選挙区 | 無所属     | 6794票    | 10.00% | 8    | 6/10               | /                            |
| 当   | 2007年鳥取県議会議員選挙 | 2007年4月8日   | 44   | 米子市選挙区 | 民主党     | 7593票    | 10.78% | 9    | 4/11               | /                            |
| 比当 | 第45回衆議院議員総選挙   | 2009年08月30日 | 46   | 鳥取県第2区  | 民主党     | 8万4033票 | 49.21% | 1    | 2/3                | 1/6                          |
| 落   | 第46回衆議院議員総選挙   | 2012年12月16日 | 50   | 鳥取県第2区  | 民主党     | 4万5728票 | 31.82% | 1    | 2/3                | 7/2                          |
| 落   | 第47回衆議院議員総選挙   | 2014年12月14日 | 52   | 鳥取県第2区  | 民主党     | 4万9297票 | 36.21% | 1    | 2/3                | 5/2                          |
| 落   | 第48回衆議院議員総選挙   | 2017年10月22日 | 54   | 鳥取県第2区  | 希望の党   | 5万3312票 | 39.08% | 1    | 2/3                | 3/2                          |
| 比当 | 第49回衆議院議員総選挙   | 2021年10月31日 | 58   | 鳥取県第2区  | 立憲民主党 | 6万3947票 | 46.02% | 1    | 2/2                | 2/2                          |
| 落   | 第50回衆議院議員総選挙   | 2024年10月27日 | 61   | 鳥取県第2区  | 立憲民主党 | 4万3696票 | 33.13% | 1    | 2/3                | 6/3                          |

## 関連人物
- 相沢英之
- 川上義博